# Lahonce
Lahonce är en kommun i departementet Pyrénées-Atlantiques i regionen Nouvelle-Aquitaine i sydvästra Frankrike. Kommunen ligger i kantonen Saint-Pierre-d'Irube som tillhör arrondissementet Bayonne. År 2022 hade Lahonce 2 736 invånare.

## Befolkningsutveckling
Antalet invånare i kommunen Lahonce
| Referens: INSEE |